# Stella Young
Stella Jane Young (24 de febrero de 1982 – 6 de diciembre de 2014) era una comediante australiana, periodista y activista de los derechos de la discapacidad.

## Primeros años
Young nació en 1982 en Stawell, Victoria. Nació con osteogenesis imperfecta, y utilizó una silla de ruedas durante la mayor parte de su vida. A la edad de 14, ella auditó la accesibilidad de los principales negocios de su ciudad natal.
Obtuvo un Bachillerato en Periodismo y Relaciones Públicas de la Universidad Deakin, Geelong y un Diploma como Licenciada en Educación por la Universidad de Melbourne. Después de graduarse en 2004,  trabajó durante un tiempo como profesora de secundaria.

## Carrera

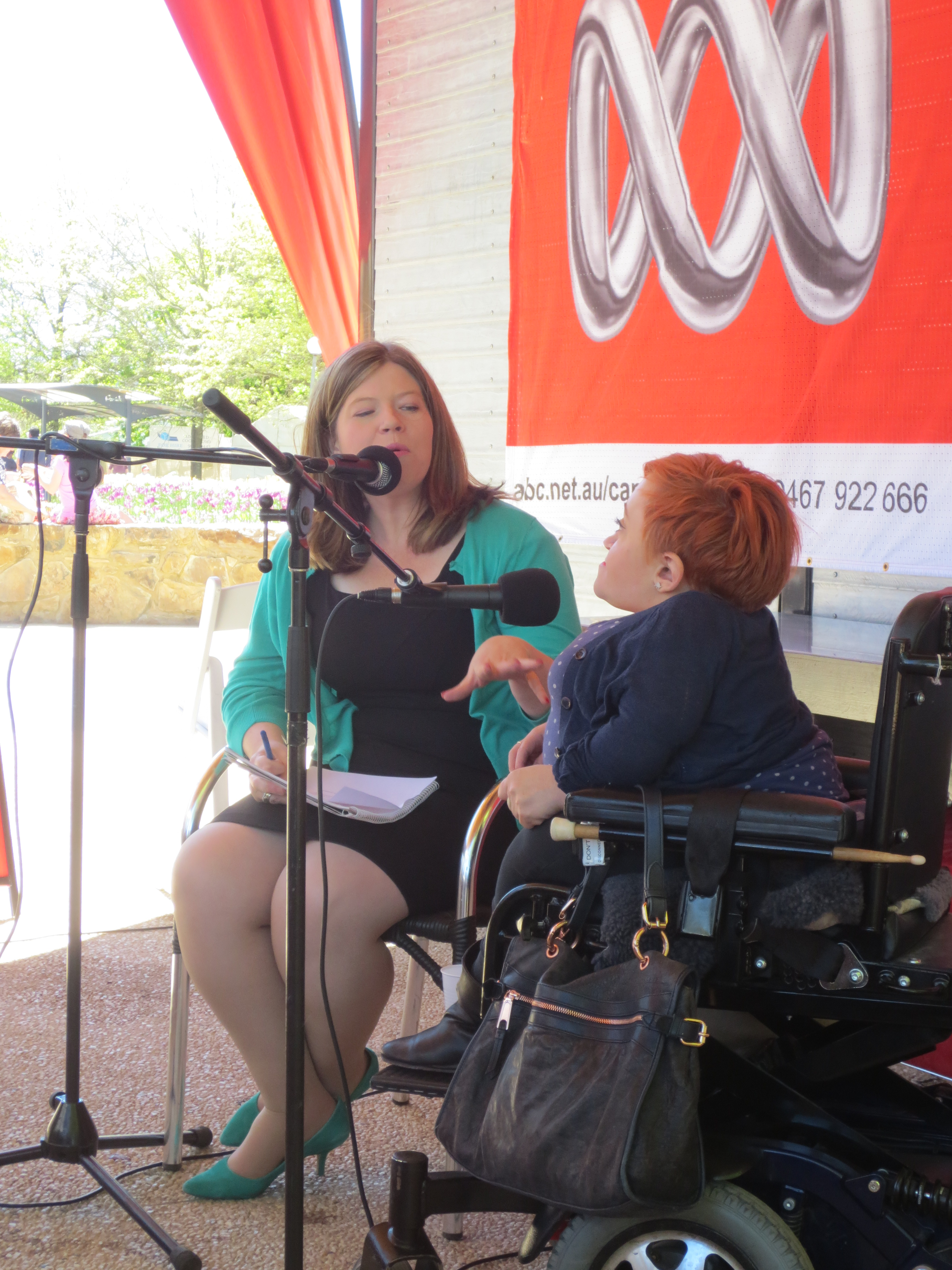
Stella Young es entrevistada en el festival Floriade, en 2013.

Young sirvió como editora para la revista Ramp Up en el Australian Broadcasting Corporation (ABC). Antes de unirse a ABC,  había trabajado como educadora en los programas públicos del Museo Melbourne, y condujo ocho temporadas de No Limits, un programa de cultura de la discapacidad en la estación de televisión comunitaria Channel 31.
En un editorial de Ramp Up publicado en julio de 2012 ella deconstruye el hábito de la sociedad de convertir a las personas con discapacidad en lo que ella llamó el "porno inspiracional". El concepto se popularizó enormemente en su charla TEDxSydney de abril en 2014, titulada "No soy su inspiración, muchas gracias".
Habiendo aparecido anteriormente en varios espectáculos de comedia y espectáculos grupales, Stella hizo su debut como solista en el Festival Internacional de Comedia de Melbourne de 2014. Su espectáculo Tales from the Crip, dirigido por Nelly Thomas, le valió el premio a la mejor debutante del festival.
Fue un miembro de los tableros del Consejo consultivo Ministerial para el Departamento de Comunidades victorianas, Consejo consultivo de Discapacidad victoriana, el Servicio de defensa de la discapacidad juvenil y Mujeres con Discapacidades Victoria.
En 2017 Young fue incluida póstumamente al Victorian Honour Roll of Women en reconocimiento de su trabajo como "periodista, comediante, feminista y activista feroz de la discapacidad".

#### Capítulo contribuido
- "La política de exclusión", pp. 246–256, en: Destroying the joint, editado por Jane Caro, Read How You Want (2015, ISBN 9781459687295).

## Muerte
Young murió inesperadamente en Melbourne, el 6 de diciembre de 2014 de una sospechada aneurisma.